# Ahmet Ünal
Ahmet Ünal (* 1943 in Uşak) ist ein türkischer Altorientalist.

## Leben
Nach Volks- und Mittelschule sowie der weiterführenden Schule (lise) in Uşak und Balıkesir studierte er an den Universitäten Ankara und München als Hauptfächer Alte Geschichte und Hethitologie, als Nebenfächer Assyriologie, vorderasiatische Archäologie sowie Allgemeine Sprachwissenschaft, Weltgeschichte, Osmanisch, Arabisch und Englisch. Nebenbei besuchte er eine pädagogische Hochschule. Nach der Promotion 1972 an der Universität München nahm er an den türkischen Ausgrabungen in Alacahöyük und Kuşsaray teil und leitete die Ausgrabungen in Çengeltepe bei Yozgat. Von 1972 bis 1974 war er Stipendiat der Alexander-von-Humboldt-Stiftung. Von 1974 bis 1979 war er wissenschaftlicher Assistent am Lehrstuhl für Hethitologie der Universität Ankara. 1975 leistete er den Militärdienst als Leutnant der Jandarma. Nach der Habilitation 1979 hielt er Lehrveranstaltungen in Ankara und war Gastdozent an der Selçuk Üniversitesi für altorientalische, griechische und römische Geschichte. Von 1982 bis 1985 hatte er einen Lehrauftrag für Hethitisch und hethitische Geschichte an der Ludwig-Maximilians-Universität München; Er arbeitete am DFG-Projekt Hethitisches Wörterbuch von Annelies Kammenhuber mit. Von 1985 bis 1988 war er wissenschaftlicher Mitarbeiter am Chicago Hittite Dictionary Project am Oriental Institute, University of Chicago. Ab 1988 lehrte er als Professor für Hethitologie an der LMU München und hielt Gastvorlesungen an den Universitäten von Bern, Adana, Konya und Antalya.
Seine Forschungsschwerpunkte sind Altkleinasiatistik, d. h. Sprachen, Geschichte, historische Geographie und Archäologie des zweiten Jahrtausends v. Chr.; Keilschrift- und Hieroglyphen-Luwisch, Palaisch, Hattisch, Hurritisch sowie die Sprachen des ersten Jahrtausends.

## Schriften (Auswahl)
- Ḫattušili bis zu seiner Thronbesteigung. Historischer Abriß. Heidelberg 1974, ISBN 3-533-02395-8.
- Ḫattušili bis zu seiner Thronbesteigung. Quellen und Indices. Heidelberg 1974, ISBN 3-533-02397-4.
- Ein Orakeltext über die Intrigen am hethitischen Hof. KUB XXII 70. Heidelberg 1978, ISBN 3-533-02704-X.
- Studies in ancient Anatolian magical practices. The Hittite ritual of Ḫantitaššu from the city of Ḫurma against troublesome years. Ankara 1996, ISBN 975-16-0807-4.